# Estornell comú
L'estornell comú o estornell vulgar (Sturnus vulgaris) és un ocell passeriforme de la família dels estúrnids (Sturnidae). El seu estat de conservació es considera de risc mínim.
Es una espècie que ha experimentat una gran expansió a Europa durant els darrers decennis. És originari d'Euràsia, però s'ha introduït a Àfrica del Sud, Nord-amèrica, Austràlia i Nova Zelanda. És característic de l'animal anar en grup de centenars o milers d'exemplars, els quals s'alimenten als camps i fruiters durant el dia i a la nit cerquen l'escalfor de la gran ciutat per dormir. Són bastant problemàtics per les destrosses causades als cultius.

## Morfologia

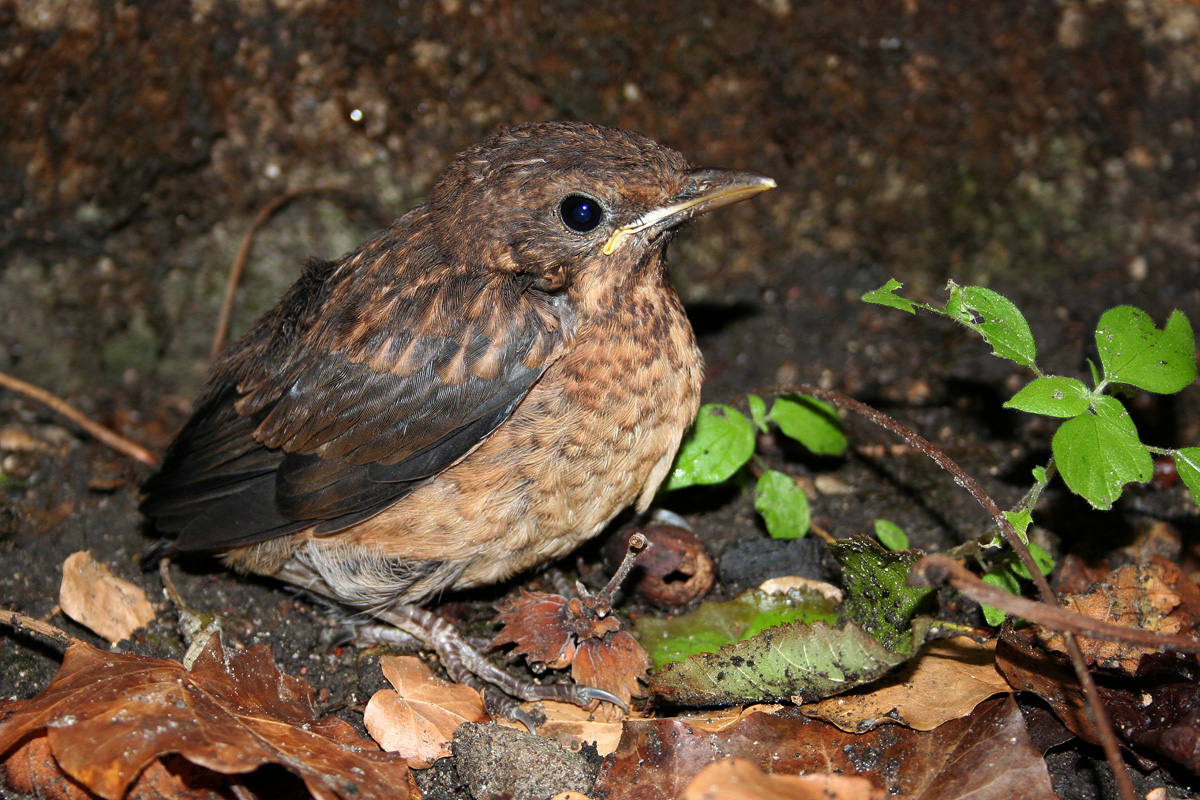
Jove estornell vulgar caigut del niu, amb el plomatge de color marró

Fa uns 20 cm i pesa 60-95 grams. Té el plomatge generalment fosc amb reflexos iridescents i tacat de blanc. El bec és punxegut i fort. És probablement un dels ocells més familiars de les regions temperades, amb el seu cos ple, les ales curtes, triangulars i punxegudes, amb cua curta i quadrada. L'adult és negre i brillant amb reflexos verds a l'estiu; a l'hivern, el seu plomatge és similar però amb petites taques blanques a l'esquena i el ventre. Bec cònic, llarg, fi i punxegut, groc viu, potes llargues i fines de color marró rosat, ulls marrons foscos. Presenta un discret dimorfisme sexual: la femella és menys brillant, però presenta més taques al ventre. Els joves són de color marró mat al seu primer hivern. Els estornells solen passar dos períodes de muda de plomes, la muda d'estiu i la muda d'hivern.
És molt fàcil de confondre amb l'estornell negre (Sturnus unicolor) que, com el seu nom indica, té menys taques a les plomes.
De lluny també es pot confondre amb la merla, que és negra i d'una mida semblant (lleugerament més grossa). Es distingeixen fàcilment per la cua i les ales més llargues de la merla, que també fan que voli de forma diferent.
| Cant de l'estornell |
|                     |
| Duració 23s.        |
|                     |

## Hàbitat i distribució
És molt abundant a tot Europa i també a l'Àsia Menor, a Rússia i fins i tot a Mongòlia. És sedentari a Europa del Sud i a l'oest, però les poblacions nòrdiques i orientals emigren a l'hivern fins a aquestes regions, i fins més lluny cap al sud, fins a arribar al perímetre mediterrani. Aquesta espècie és adaptable i omnívora, considerada com a perjudicial, fins i tot una plaga, en molts dels països on s'ha introduït. El fet de ser tan abundant en certs territoris i ser agressiu, ha perjudicat les espècies autòctones per la competició per trobar llocs per la nidificació. A Austràlia occidental, que encara no ha estat envaïda pels estornells, el govern paga als caçadors de plena dedicació per matar els que hi arriben.

## Ecologia
A la primavera s'aparellen per criar, buscant per fer niu a les teulades. Prefereixen les cases abandonades, però també resulten afectats els habitatges ocupats. Aixequen les teules i expulsen els pardals i altres ocells menys forts. Només es fica dins dels grans nuclis urbans quan s'aplega a dormir i llavors ho fa en enormes estols, sobretot a partir del mes de juny, quan els polls han sortit del niu.

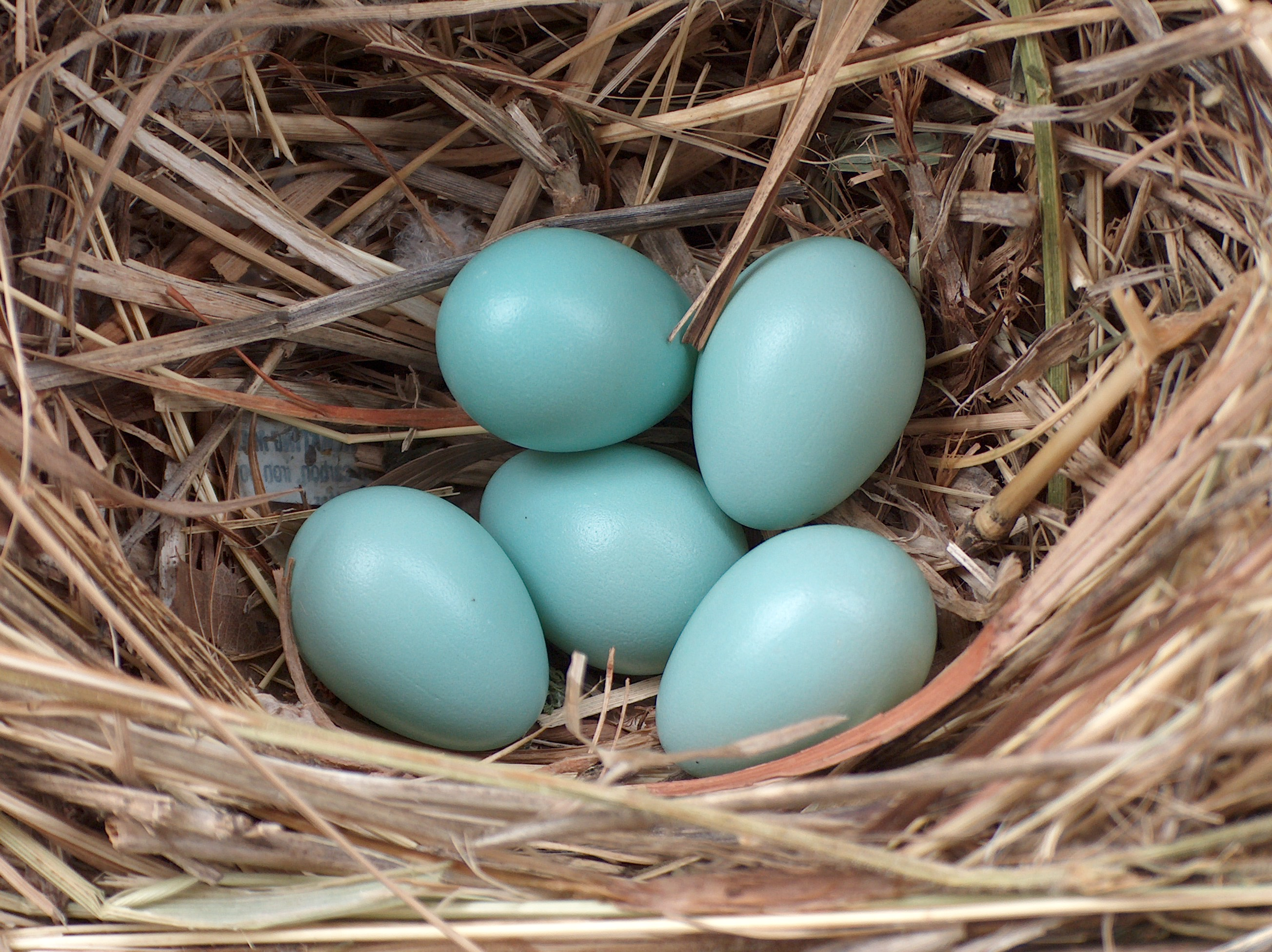
Ous al niu

Migrador al nord i nord-est d'Europa, des d'on arriben en gran nombre per hivernar als països mediterranis del'octubre a l'abril.
L'estornell vulgar és un ocell gregari, que s'alimenta d'insectes i cucs a l'estiu i de fruits quan no troba animals petits. Es reuneixen en grans estols tant a l'hora de menjar com per al repòs nocturn. Aquestes concentracions poden devastar alguns cultius, sobretot oliveres i altres fruiters i, per altra part, poden degradar els espais urbans on s'arreceren per passar la nit, a més de produir un soroll considerable, molest per als veïns propers. Un estol d'estornells vulgars nombrós pot malmetre tota la producció d'un fruiter en poca estona d'un sol dia. El risc es dona en el moment en què la fruita és madura. La seva inclinació pels fruits (cireres, raïm, olives) fa que sigui poc apreciat pels pagesos de l'Europa de l'Oest i mediterrània, però, en canvi, molt apreciat pels de l'Europa de l'Est, perquè essencialment és insectívor.
En menjadores se li sol alimentar amb mescles de llavors per a canaris o periquitos; són barreges de llavors d'escaiola, mill i civada. Cacauets pelats i sense sal. Cereals (blat, ordi, blat de moro…).

## Comportament
Difereix d'altres ocells de color marró-gris per la seva manera de caminar erecta i com d'ànec, fent petits salts. El seu vol és enèrgic i directe, gràcies a les ales i cues curtes. A l'hivern forma grans estols -a vegades de milers d'exemplars- que es mouen de manera sincronitzada. És un espectacle que impressiona de veure i sentir, quan surten de cop després d'amagar-se entre canyissars. Els seus xiulets característics els identifiquen amb facilitat. Tenen un ampli repertori de cants i poden aprendre a imitar sons del seu entorn.

## Galeria d'imatges

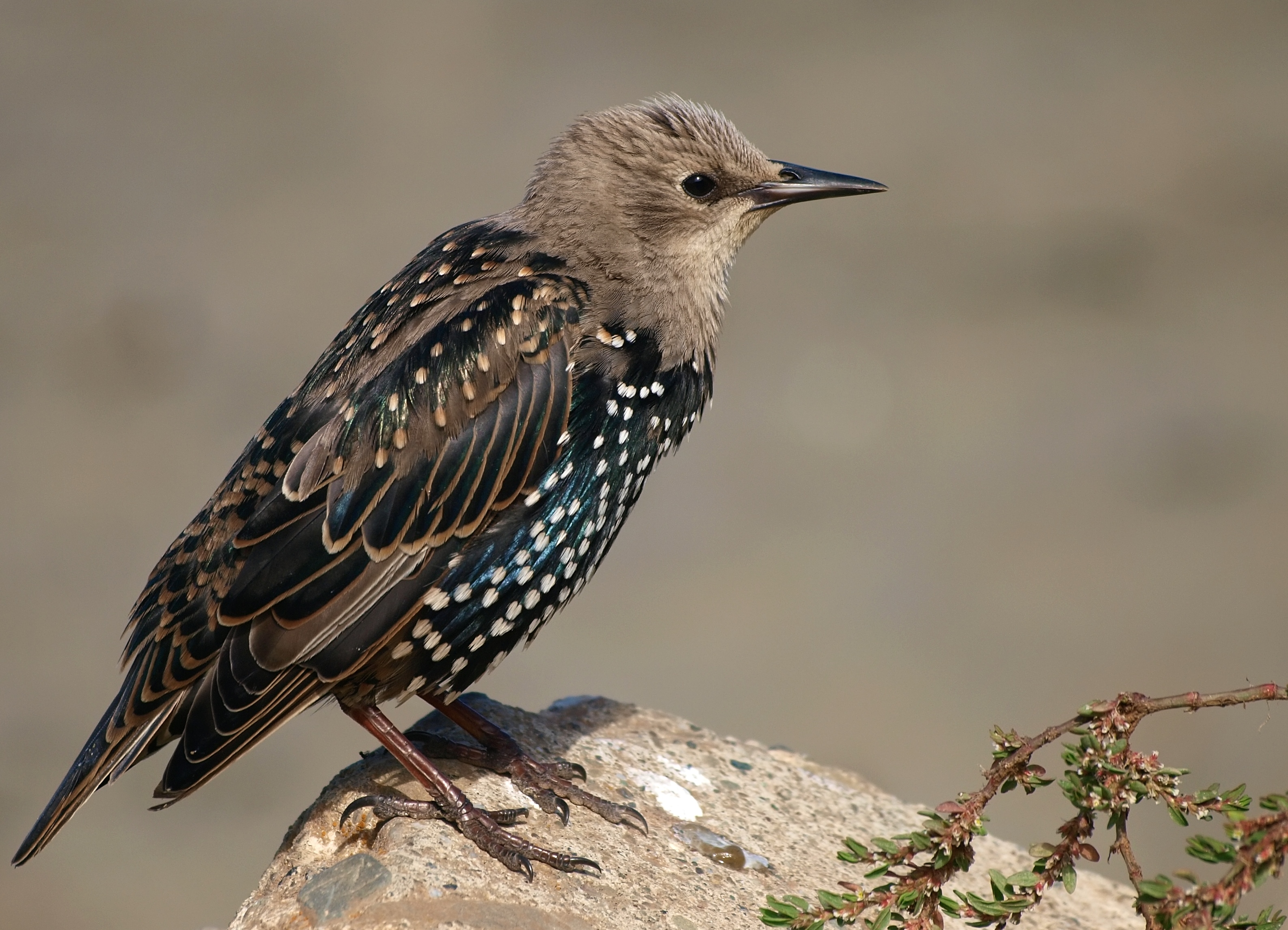
Estornell vulgar començant a mudar al plomatge hivernal
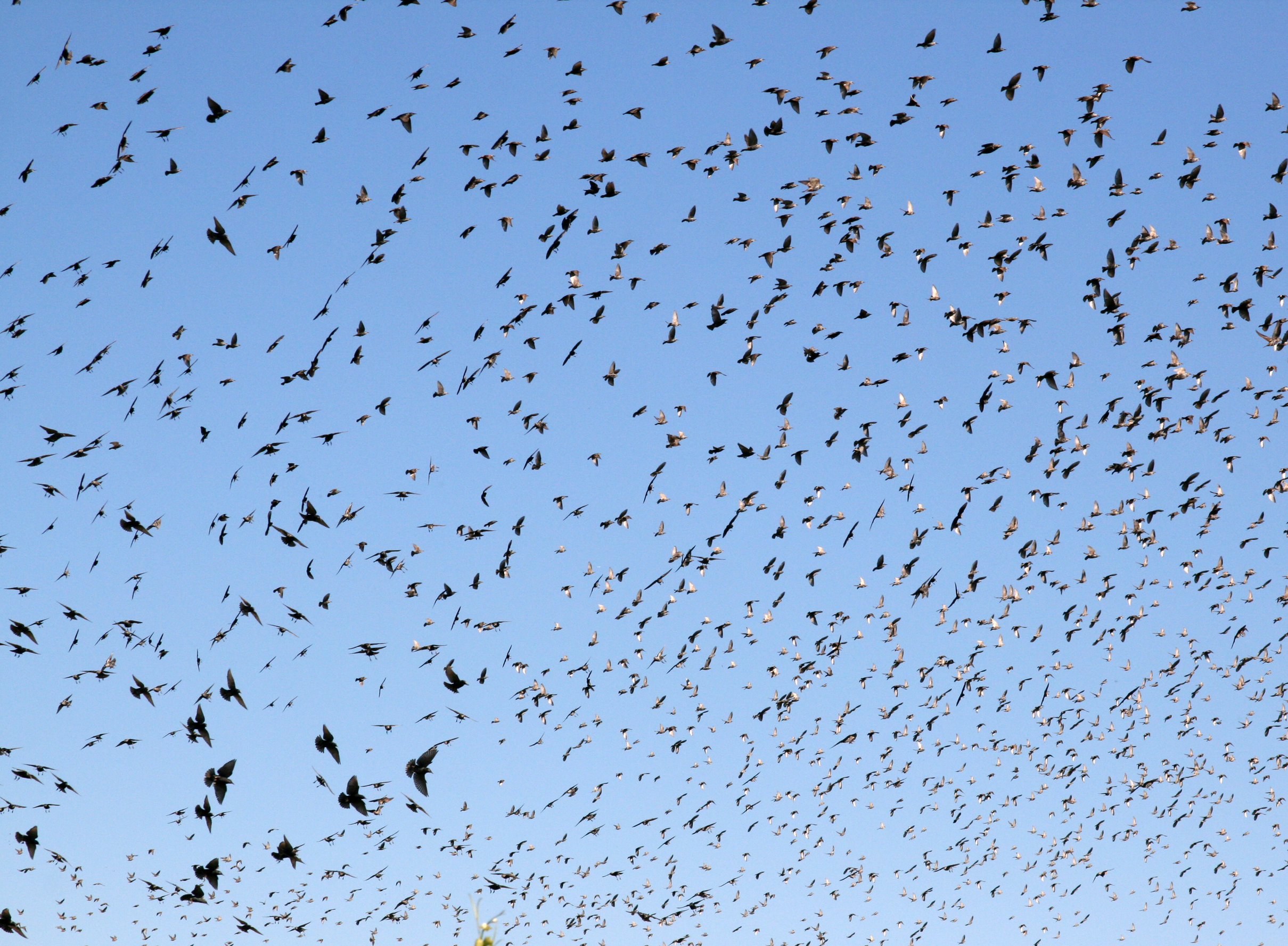
Superestol d'estornells a Califòrnia
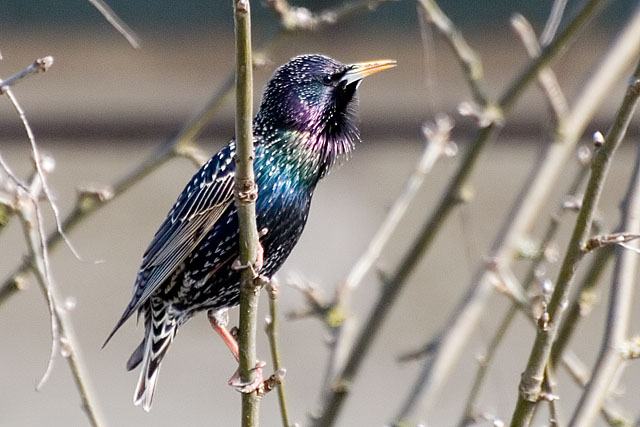
Estornell vulgar (Sturnus vulgaris) amb plomatge d'època de cria o de zel
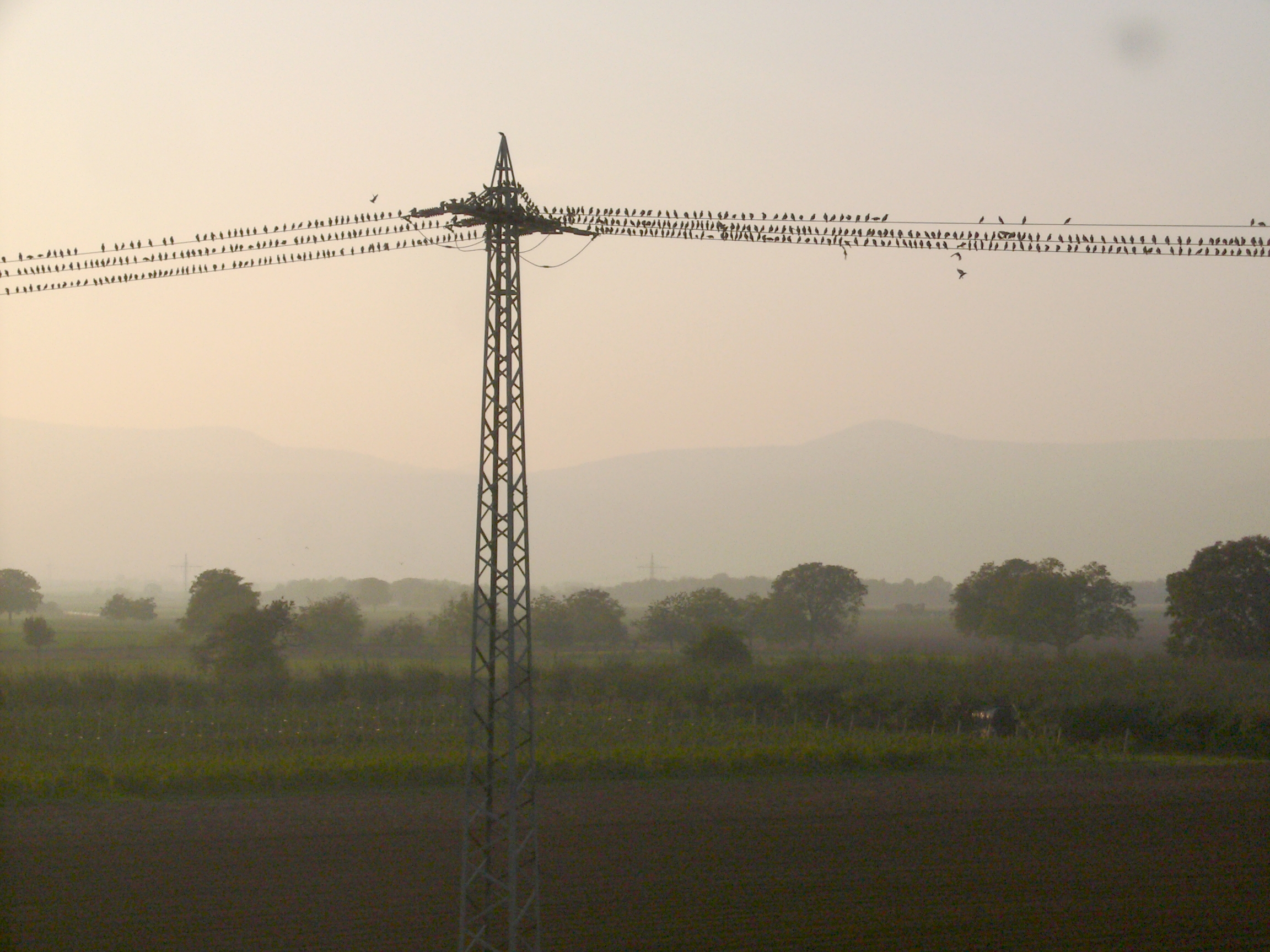
Aglomeració d'ocells, segurament estornells, en una línia d'alt voltatge a Alemanya
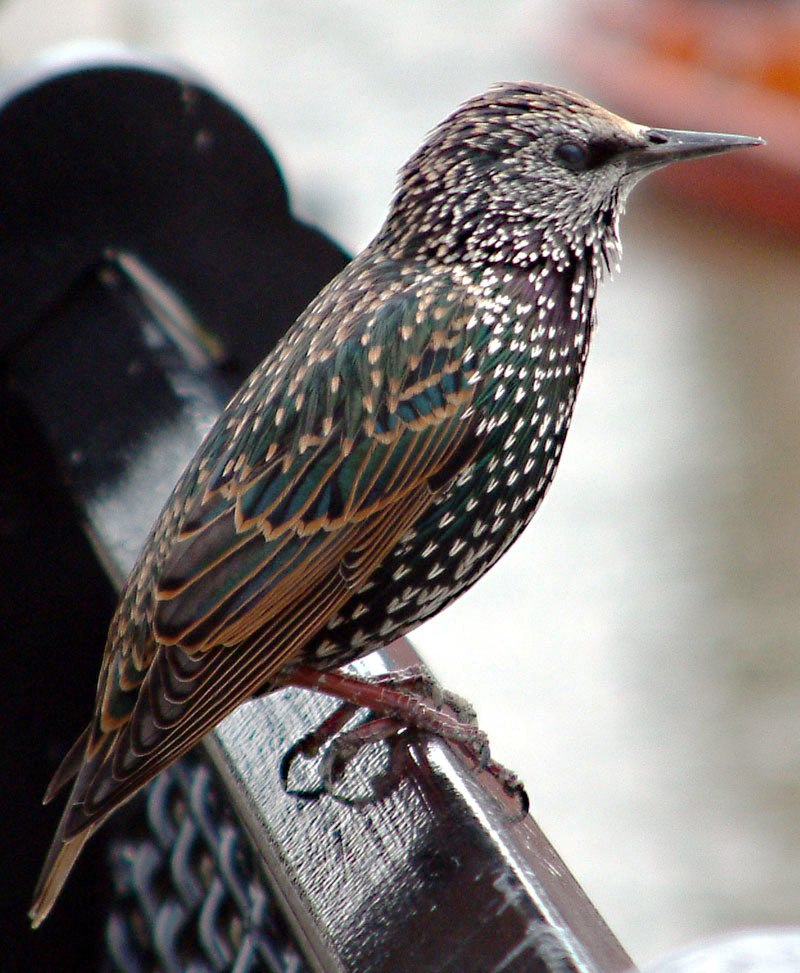
Un exemplar a Londres, probablement una femella immadura
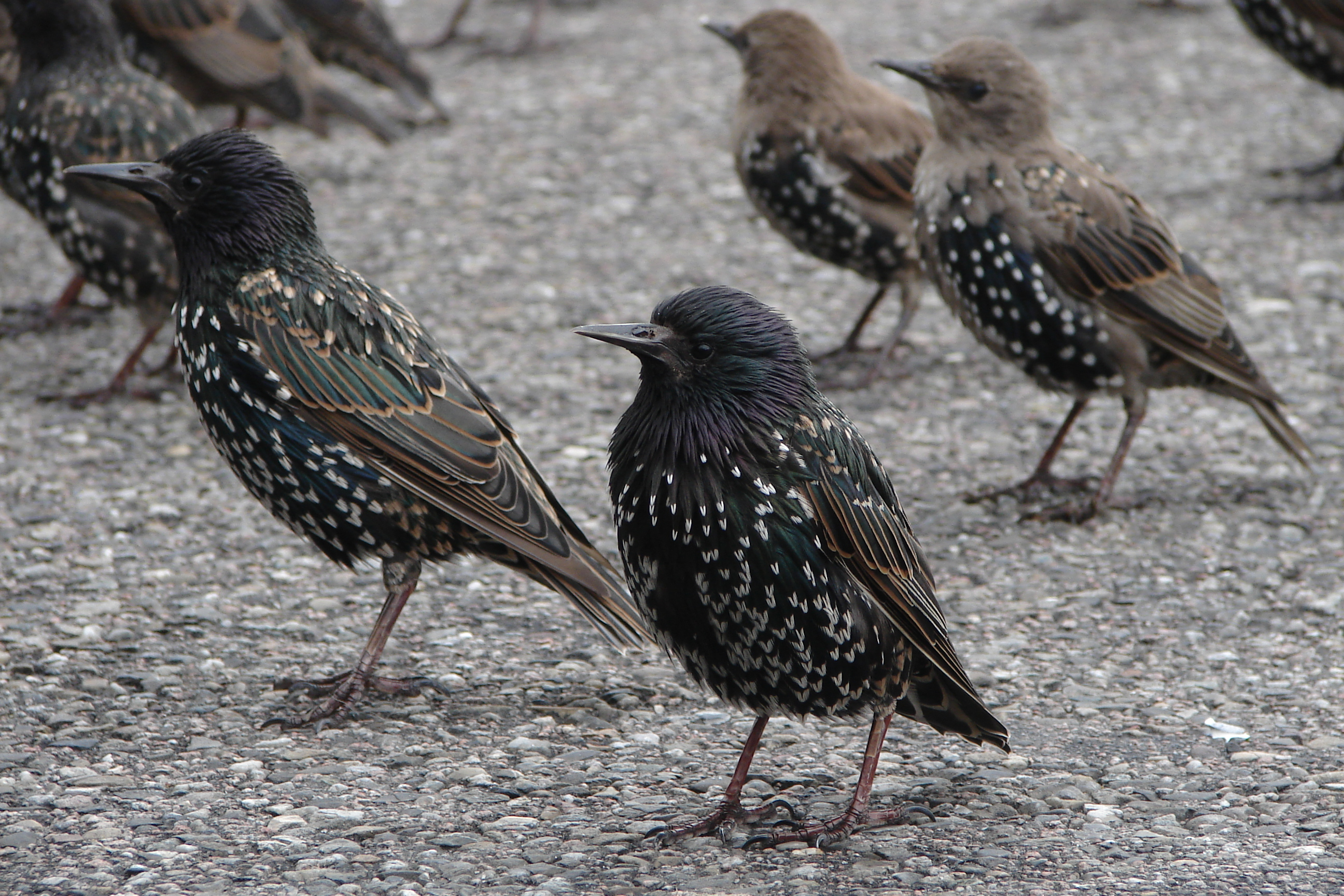
Exemplars adults i joves mudant al plomatge d'hivern, foto de finals d'estiu, Països Baixos
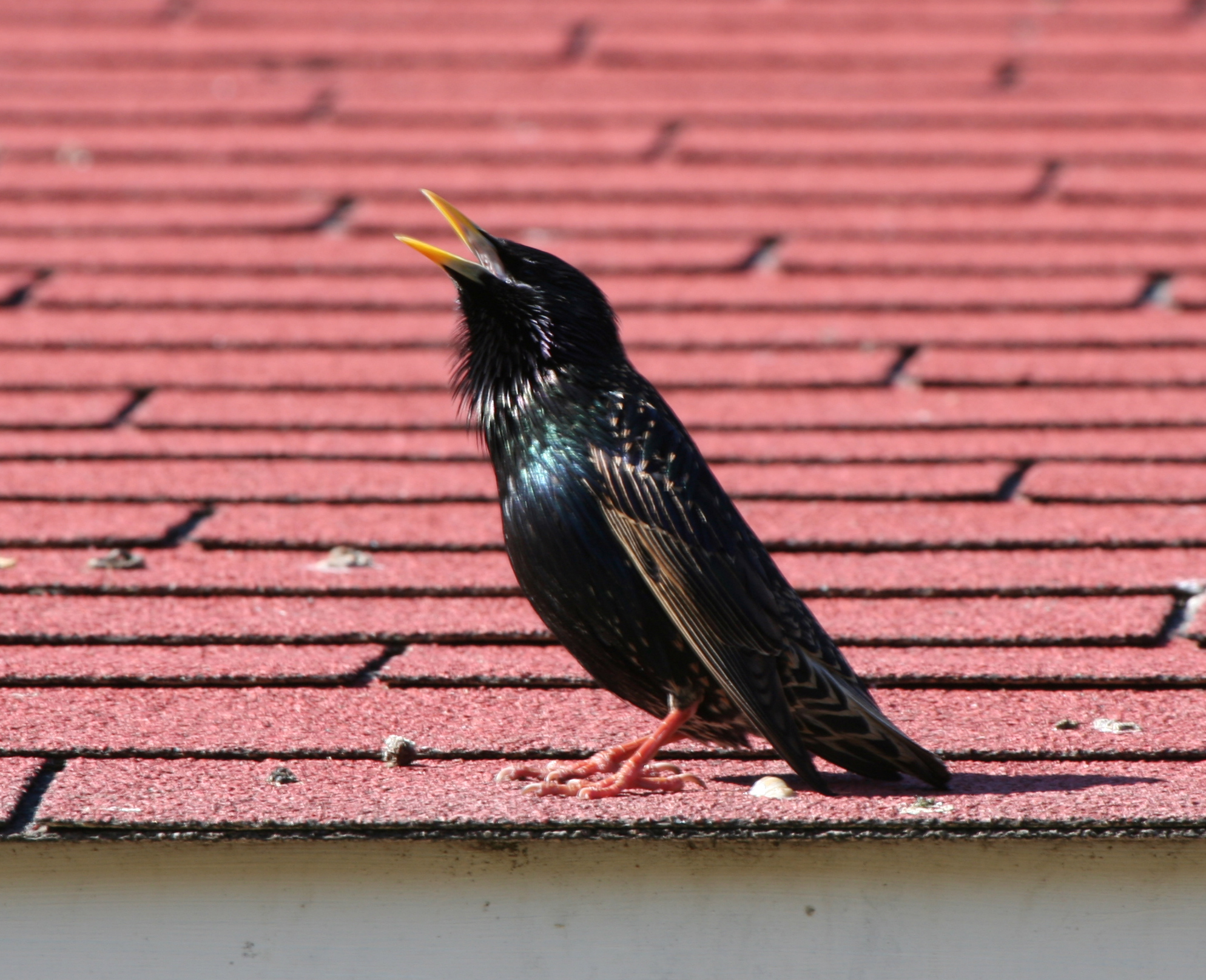
Estornell cantant on s'aprecien les plomes llargues de sota el coll
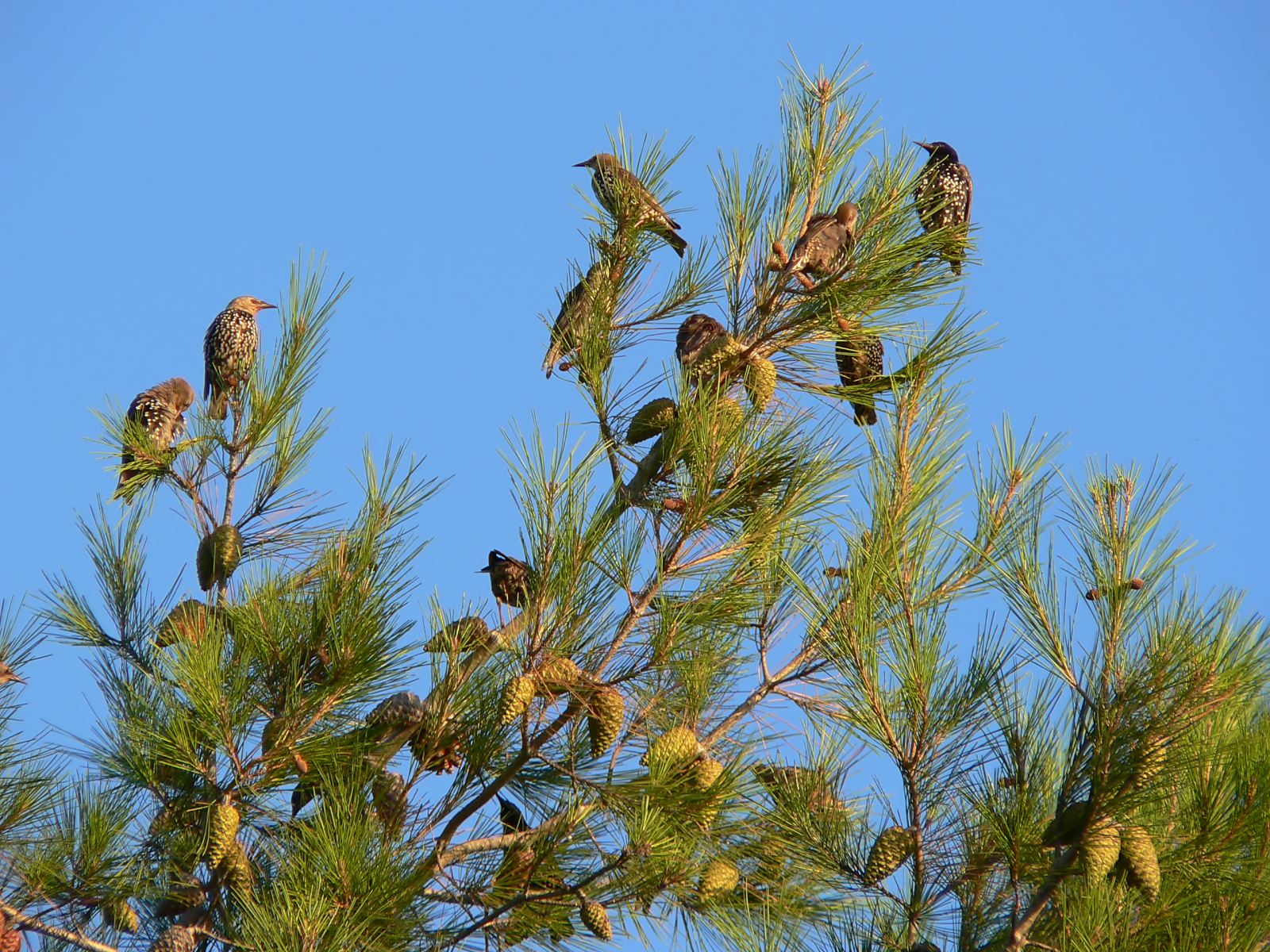
Estornells descansant en un pi a la península d'Ístria durant la migració